# 조쇼르

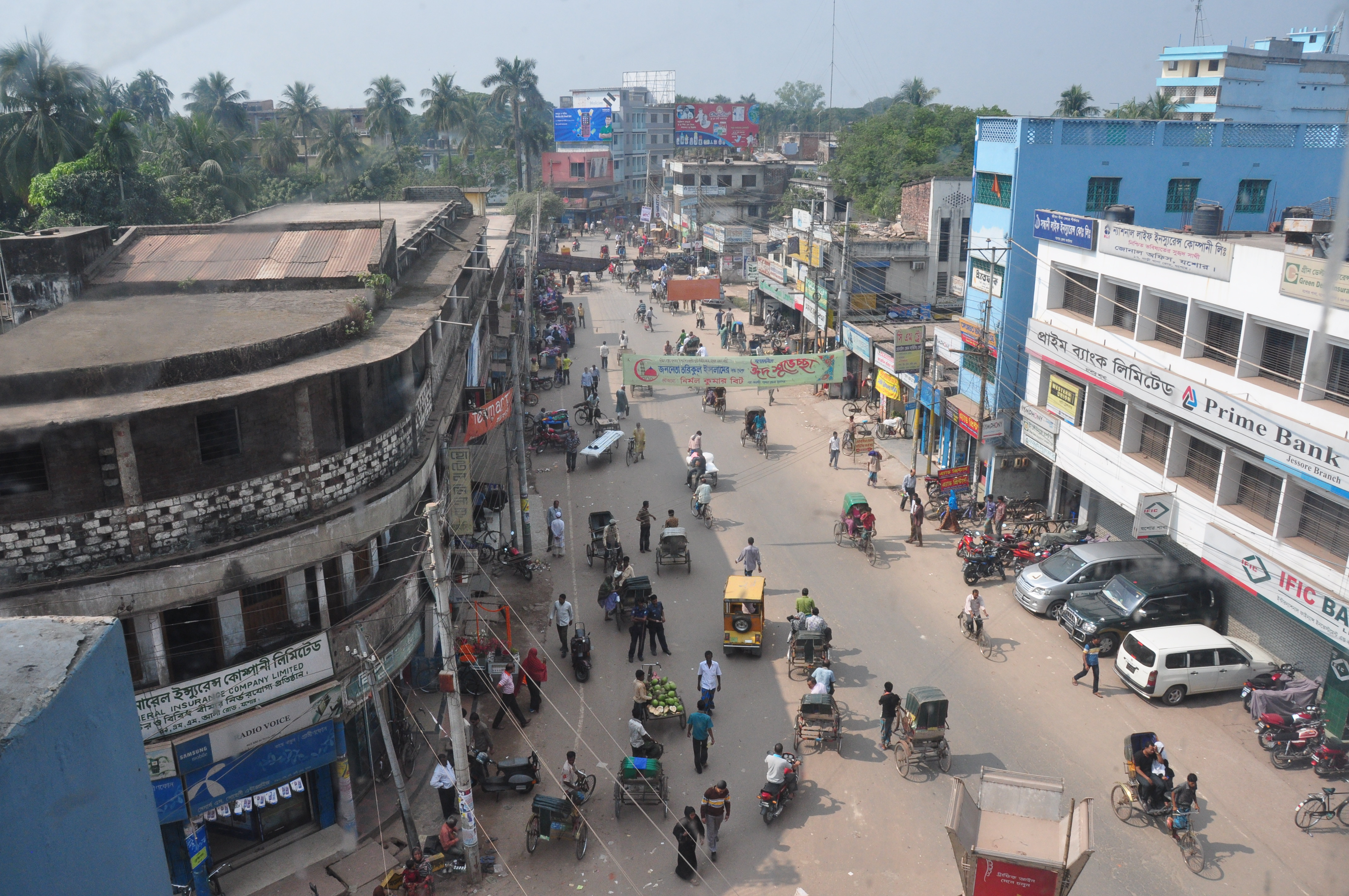
조쇼르 중심지

조쇼르(벵골어: যশোর, 영어: Jashore)는 방글라데시 쿨나주에 위치한 조쇼르구의 도시이다. 2018년 4월까지는 제소르(영어: Jessore)라고 불렀다. 같은 이름을 가진 구의 행정 중심지이자 쿨나주에서 3번째로 크고 2번째로 발전한 도시이다. 방글라데시에서 산업적이고 발전한 도시 가운데 하나이며 쿨나주에서 2번째로 발전한 도시이기도 하다.
조쇼르는 1864년에 설립되었고, 9개의 와드와 73개의 마홀로 구성되어 있다. 마을의 면적은 21.15km2이다. 조쇼르의 기록에 따르면 약 298,000명의 인구가 있다. 조쇼르에는 조쇼르 공항이라는 이름의 국내 공항도 있다. 1971년에 설립된 방글라데시 공군 최초의 비행 훈련 학교의 본거지이다.